# آهوچه آگیلبی
آهوچه آگیلبی (نام علمی: Cephalophus ogilbyi) نام یک گونه از زیرخانواده غزالک است.